# Cultura Macedoniei de Nord

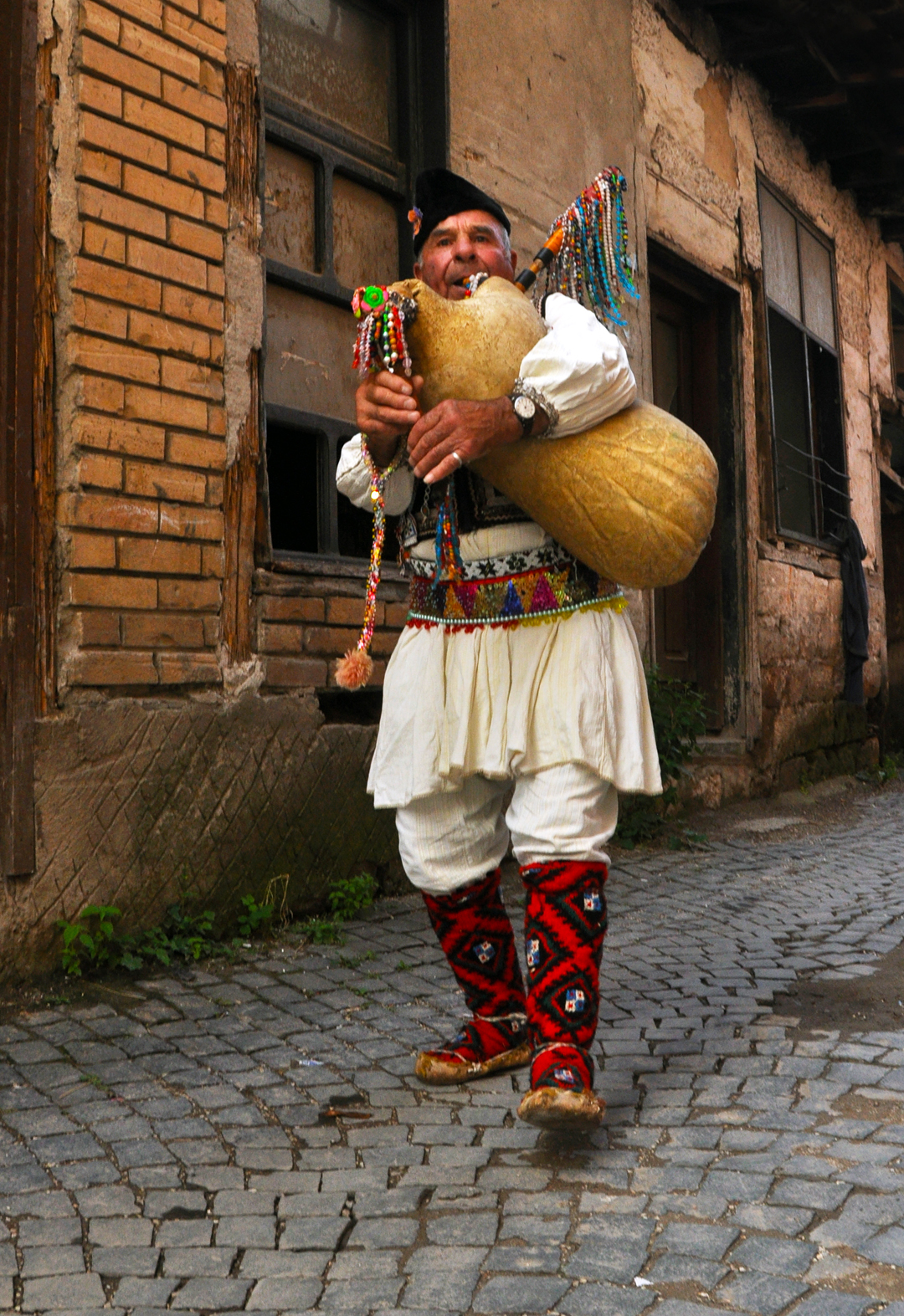

Cultura Republicii Macedonia este una bogată, manifestată prin artă, arhitectură, poezie și muzică. Există multe situri antice, protejate. Anual au loc festivaluri de poezie, cinematografie și muzică.
Stilurile de muzică macedoneană s-au dezvoltat sub puternica influență a muzicii bisericești bizantine. Macedonia se numără printre țările cu cele mai frumoase și bine conservate picturi-fresce bizantine, datând din perioada cuprinsă între secolele al XI-lea și al XVI-lea. Există câteva mii de metri pătrați de fresce pictate, mare parte dintre acestea fiind păstrate în stare foarte bună, reprezentând capodopere ale școlii macedonene de pictură ecleziastică.
În Macedonia trecutul se îmbină cu prezentul. Arhitectura veche, mănăstirile și bisericile de o deosebită frumusețe fac un contrast interesant cu noua arhitectură super modernă. Majoritatea mănăstirilor macedonene, ridicate în diferite perioade, și în mod special cele construite în secolul al XI-lea și secolele XV-XVI, s-au păstrat în întregime până astăzi. Colecțiile de icoane macedonene, în special colecția Ohrid, sunt printre cele mai valoroase colecții de acest gen din lume. După colecțiile de la Sinai și Moscova, acestea ocupă locul trei ca importanță în ortodoxie. Din punct de vedere bizantologic, această colecție este unică.
Cele mai importante evenimente culturale din țară sunt festivalul de vară de la Ohrid - festival de muzică clasică și dramă, Serile de Poezie de la Struga, care reunesc poeți din peste 50 de țări din întreaga lume, Serile Operei din Skopje din luna mai, Festivalul Internațional de Cameră de la Bitola, Teatrul Tineretului în aer liber, Festivalul de Jazz de la Skopje etc.